# Ampol-Merol
Ampol-Merol Sp. z o.o. to firma rolnicza, która swój początek miała w 1989 r. Założyło ją małżeństwo – Stefania i Jan Smoleńscy, których pasja i zaangażowanie w pracy na rzecz rolnictwa pozwoliły rozwinąć działalność firmy. Ampol-Merol to firma rodzinna, z całkowicie polskim kapitałem, jest dystrybutorem środków do produkcji rolnej (materiału siewnego, nawozów mineralnych i dolistnych, środków ochrony roślin, produktów do żywienia zwierząt i do pakowania plonów) na terenie Polski.

## Zakres działalności
Ampol-Merol to kompleksowe zaopatrzenie rolnictwa na terenie całego kraju. Główne obszary działalności to:
- sprzedaż i produkcja nasion,
- sprzedaż nawozów mineralnych,
- sprzedaż nawozów organicznych,
- sprzedaż nawozów wapniowych,
- sprzedaż nawozów dolistnych,
- sprzedaż środków ochrony roślin,
- skup płodów rolnych,
- sprzedaż produktów do żywienia zwierząt,
- sprzedaż produktów do pakowania plonów.

## Nagrody i wyróżnienia
- Złota Setka Polskiego Rolnictwa “Wprost” 2018[3], 2019[4]
- Forum Firm Rodzinnych Forbes 2018[5], 2019[6]
- Wyróżnienie Marszałka Województwa Kujawsko-Pomorskiego[7]
- Najwyższa Jakość QI – Perła Najwyższej Jakości Quality International
- Rzeczpospolita – Lista 500 największych firm[8]
- Diamenty Miesięcznika Forbes 2010[9], 2011[10]
- Nagroda Państwowej Inspekcji Pracy 2018[11]